# Hanne Glodny
Johanna Karola Glodny (* 7. Juli 1924 in Oppeln; † 25. März 2015 in Bad Lippspringe) war eine deutsche Medizinerin sowie Person der humanitären Hilfe und sozialen Arbeit.

## Leben und Wirken
Nach dem Studium der Medizin promovierte sie zur Doktorin der Medizin, und ihr wurde die Approbation erteilt. Etwa drei Jahrzehnte war sie als niedergelassene Ärztin, zuletzt als Internistin mit eigener Arztpraxis in Paderborn tätig.
Nach dem Übergang in den Ruhestand im Jahr 1991 nahm Hanne Glodny über die Deutsche Lepra- und Tuberkulosehilfe (DAHW) e. V. in Würzburg Kontakt mit der Lepraärztin Ruth Pfau, Leiterin des Marie-Adelaide-Lepra-Zentrum (MALC) in Karatschi, (Pakistan) auf. Über 20 Jahre flog sie regelmäßig nach Pakistan, wo sie medizinische Aufklärungsarbeit leistete, den Nachwuchs der Gesundheitshelfer (Lepra-Assistenten) unterstützte, afghanische Flüchtlingskinder unterrichtete, Krankenstationen und Schulen errichtete. Neben der Leprabekämpfung engagierte sie sich für Immunisierunskampagnen und für die Behandlung von Augenkrankheiten – wie Katarakt und Star. Bereits im Jahr 2004 gründete sie in Karatschi eine Schule für über 700 Kinder von Afghanistanflüchtlingen, die als Dr. Hanne Glodny School bekannt ist.
Für ihr ehrenamtliches, soziales Engagement als Ärztin in Ländern der Dritten Welt und für die Christoffel-Blindenmission hat Papst Benedikt XVI. im Jahr 2009 Hanne Glodny mit dem Silvesterorden ausgezeichnet und zur Dame des Ordens vom Heiligen Papst Silvester ernannt – der Prälat Thomas Dornseifer überreichte ihr am 9. Dezember 2009 im Auftrag von Erzbischof Paderborn Hans-Josef Becker feierlich den Silvesterorden.
Im April 2011 überreichte der deutsche Generalkonsul in Karatschi Tilo Klinner für Hanne Glodny einen Scheck von 2.000.000 PKR als Fördermittel der deutschen Regierung für die Renovierung der Dr. Hanne Glodny School, für afghanische Flüchtlingskinder am Motorway M-10, die durch die Überschwemmung im Jahr 2010 stark beschädigt wurde.
Am 23. Mai 2011 nahm Hanne Glodny mit Joachim Fuchsberger, Sven Kuntze und Susanne Holst an Reinhold Beckmanns Sendung Mobil im Alter. Rüstig, rege, ruhelos – sind das die neuen Alten? teil. Die Reporterin und Kamerafrau aus Köln Petra Hoffmann begleitete Hanne Glodny im Jahr 2011 in Pakistan und schrieb die Reportage Von Paderborn nach Pakistan. Eine 87-jährige Ärztin unterwegs, die im Juli 2012 im WDR Fernsehen ausgestrahlt wurde.
Als bekannt wurde, dass fünf Frauen aus Nordrhein-Westfalen für ihr außergewöhnliches Engagement mit dem Verdienstorden zum Weltfrauentag ausgezeichnet werden, lud die Ministerin für Bundesangelegenheiten, Europa und Medien des Landes NRW Frau Angelica Schwall-Düren u. a. auch Hanne Glodny zu einem Ordensdinner am 6. März 2013 nach Berlin ein. Am 7. März hat der Bundespräsident Joachim Gauck im Berliner Schloss Bellevue 33 Frauen für ihr besonderes ehrenamtliches Engagement mit dem Verdienstorden der Bundesrepublik ausgezeichnet – Hanne Glodny erhielt das Bundesverdienstkreuz 1. Klasse (Große Damenversion mit der Damenschleife).

## Ehrungen
- Verdienstorden der Bundesrepublik Deutschland am Bande
- 2009: Orden vom Heiligen Silvester (Dame)
- 2011: Dr. Hanne Glodny School am Motorway M-10, Pakistan
- 2013: Verdienstorden der Bundesrepublik Deutschland 1. Klasse mit der Damenschleife